# Acomis
Acomis – rodzaj roślin z rodziny astrowatych (Asteraceae). Obejmuje 4 gatunki występujące w Australii.

## Systematyka
Pozycja według APweb (aktualizowany system APG III z 2009)
Jeden z rodzajów plemienia Gnaphalieae z podrodziny Asteroideae w obrębie rodziny astrowatych (Asteraceae) z rzędu astrowców (Asterales) należącego do dwuliściennych właściwych.
Wykaz gatunków
- Acomis acoma (F.Muell.) Druce
- Acomis bella A.E.Holland
- Acomis kakadu Paul G.Wilson
- Acomis macra F.Muell.